# Saccopharynx
Saccopharynx és el nom d'un gènere de peixos abissals semblants a anguiles amb boques grans, estómacs extensibles, de llargs cossos sense escates i aspecte estrany. És l'únic gènere de la família Saccopharyngidae. El nom procedeix del llatí saccus, amb el significat de "sac", i del grec pharyngx, que és "faringe".
Com altres sacofaringiformes, els peixos d'aquest gènere són coneguts com a engullidores o anguiles engullidores.

## Característiques
Són generalment de color negre i poden aconseguir els 2 m de longitud. S'han trobat a profunditats d'1.800 m. Les seves cues acaben en un òrgan lluminós amb forma de bulb. El propòsit exacte d'aquest òrgan és desconegut, encara que és improbable que sigui utilitzat com a cimbell.

## Taxonomia
- Saccopharynx ampullaceus (Harwood, 1827)
- Saccopharynx berteli Tighe i J. G. Nielsen, 2000
- Saccopharynx harrisoni Beebe, 1932
- Saccopharynx hjorti Bertin, 1938
- Saccopharynx lavenbergi J. G. Nielsen & Bertelsen, 1985
- Saccopharynx paucovertebratis J. G. Nielsen & Bertelsen, 1985
- Saccopharynx ramosus J. G. Nielsen & Bertelsen, 1985
- Saccopharynx schmidti Bertin, 1934
- Saccopharynx thalassa J. G. Nielsen & Bertelsen, 1985
- Saccopharynx trilobatus J. G. Nielsen & Bertelsen, 1985